# Narongrit Kamnet
Narongrit Kamnet (thailändisch ณรงค์ฤทธิ์ คำเนตร; * 3. Dezember 2000), auch als Big bekannt, ist ein thailändischer Fußballspieler.

## Karriere
Narongrit Kamnet stand bis Dezember 2020 beim Bangkoker Drittligisten Thonburi United FC unter Vertrag. Mit dem Verein spielte er in der Bangkok Metropolitan Region der Liga. Am 10. Dezember 2020 wechselte er zu dem in der Western Region spielenden Saraburi United FC. Ende August 2021 wechselte er zum Ligakonkurrenten Pathumthani University FC. Hier stand er zwei Spielzeiten unter Vertrag und absolvierte insgesamt 41 Ligaspiele. Die Hinrunde der Saison 2023/24 spielte er wieder für den Saraburi United FC. Nach zehn Ligaspielen, in denen er sechs Treffer erzielte, kehrte er im Dezember 2023 zum Pathumthani University FC. Am Ende der Saison 2023/24 feierte er mit dem Verein die Meisterschaft der Region und die Qualifikation zu den Aufstiegsspielen zur zweiten Liga. Hier konnte man sich jedoch nicht durchsetzen. Anfang Juli 2024 nahm ihn der Zweitligist Samut Prakan City FC unter Vertrag. Sein Zweitligadebüt gab Kamnet am 10. August 2024 (1. Spieltag) im Auswärtsspiel gegen den Mahasarakham SBT FC. Bei der 2:0-Niederlage stand er in der Startelf und spielte die kompletten 90 Minuten. Nach 16 Ligaspielen für den Verein aus Samut Prakan wechselte er im Januar 2025 in die erste Liga. Hier schloss der sich dem Sukhothai FC an.

## Erfolge
Pathumthani University FC
- Thai League 3 – West: 2023/24